# Náměšť na Hané
Náměšť na Hané là một chợ huyện thuộc huyện Olomouc, vùng Olomoucký, Cộng hòa Séc.